# Emberiza tahapisi
El escribano canelo (Emberiza tahapisi) es una especie de ave paseriforme de la familia Emberizidae propia del África subsahariana.

## Distribución y hábitat
Se encuentra en gran parte del África subsahariana. Sus hábitats naturales son las sabanas, las zonas de matorral seco y  los herbazales de regiones bajas.